# Jorge Salavisa
Jorge Salavisa, nome artístico de José Jorge Salavisa Martins Godinho, GOIH (Lisboa, 13 de novembro de 1939 - Lisboa, 28 de setembro de 2020) foi um bailarino, professor e diretor artístico português.

## Biografia
Iniciou os seus estudos de dança com Anna Mascolo e prosseguiu a sua formação artística em Paris com Victor Gsovsky e Lubov Egorova. Um ano e meio mais tarde (1960), ingressou no Grand Ballet du Marquis de Cuevas, onde permaneceu até à extinção da Companhia em Junho de 1962. De 1960 a 1962, trabalhou com Bronislava Nijinska, Robert Helpmann, Daniel Seillier, Nicholas Beriosoff, Maria Faya. De 1962 a 1963, trabalhou com Roland Petit, tendo então participado em espectáculos com Zizi Jeanmaire, Roland Petit e Jean Villar, com o Ballet National Populaire e com os Ballets de Paris. Durante este mesmo período participou ainda em vários programas para a Radiotelevisão Francesa. Continuou a trabalhar em Paris com Egorova, Gsovsky, Nora Kiss, Serge Peretti, etc..  
Em 1963, ingressou no London Festival Ballet, onde permaneceu até 1972. Aí trabalhou com Leonide Massine, David Lichine, Harald Lander, Serge Lifar, Mary Skeaping, John Taras, entre outros. Neste período dançou todo o repertório clássico, assim como o Poeta em Night Shadow, o 2º e 3º movimentos de Bourrée Fantasque de Balanchine, e os papéis principais de Études de Lander, Petruchka, Graduation Ball, D. Quixote (3 actos), Suite en Blanc, Witch Boy, etc. Em 1966 criou com John Gilpin e Dianne Richards o bailado em três actos Beatrix de Jack Carter.  
Durante a estada nesta Companhia, iniciou a sua actividade pedagógica. 
A partir de 1970 e até abandonar o London Festival Ballet, participou como bailarino e professor no I e II Verão Internacional do Estoril e viajou a várias cidades dos Estados Unidos da América. Associou-se também ao agrupamento que viria a ser o futuro New London Ballet, ao lado de Galina Samsova e André Prokovsky. Foi então que criou com grande sucesso, o papel de Iago no bailado Otelo de Peter Darrel.  Depois de em 1972 deixar o London Festival Ballet, continuou a trabalhar como professor nos E.U.A.
Na qualidade de artista convidado do Scottish Ballet, interpretou, com assinalado êxito, o papel principal da coreografia em três actos Contos de Hoffman de Darrel. Participou em filmes e actuou para a Televisão de Paris, Madrid, Hong-Kong e Japão. A partir de 1973, trabalhou mais assiduamente com o New London Ballet, como professor e bailarino, em várias tournées (Canadá, E.U.A., América Central, América do Sul, África, Médio Oriente, Extremo Oriente e diversos países da Europa), ao lado de grandes nomes do Bailado, entre os quais Margot Fonteyn.  
Em 1975, abandonou a carreira de bailarino e foi nomeado Mestre de Bailado e Assistente do Director do New London Ballet. Continuou neste período como professor convidado em várias companhias, tendo passado pelas suas aulas algumas das mais prestigiosas figuras do mundo da Dança: Galina Samsova, Lynn Seymour, Margot Fonteyn, Ivan Nagy, David Wall, Robert North, entre outros.  
Em 1977, regressou a Portugal, a convite da Fundação Calouste Gulbenkian, como Mestre de Bailado do Ballet Gulbenkian. Nesse ano foi nomeado Director Artístico do Ballet Gulbenkian, funções que continuou a desempenhar até 23 de Março de 1996, data em que, a seu pedido, abandonou o referido cargo.
Em 1986, Jorge Salavisa, pelo trabalho à frente do Ballet GulbenKian, foi um dos nomeados – a par de Jerome Robbins, Michael Clark, Ballet Rambert e bailarinos do Ballet Bolshoi – para o Prémio Laurence Olivier atribuído pela Society of West End Theatre de Londres, que tem por objectivo distinguir os artistas e as realizações mais notáveis (“The most outstanding achievement”) no Teatro, na Ópera e na Dança, e constitui actualmente o galardão mais prestigiado de entre todos os que neste domínio são concedidos na Grã-Bretanha.   Ainda pelo seu trabalho à frente do Ballet Gulbenkian, Jorge Salavisa foi condecorado com o Grande Oficialato da Ordem do Infante D. Henrique e com a Medalha de Mérito Cultural.
Em 1994, Jorge Salavisa foi responsável artístico pela programação de Dança de Lisboa 94 – Capital Europeia da Cultura.  
Entre 1984 e 1998, foi professor Coordenador da Oficina Coreográfica da Escola de Dança do Conservatório Nacional. Além de frequentes colaborações como professor convidado em diversas companhias no estrangeiro foi professor fundador da P.A.R.T.S. (Performing Arts Research and Training Studios), associada do Teatro da La Monnaie e da companhia Rosas de Anne Teresa de Keersmaeker, em Bruxelas.
A 22 de Março de 1996, foi feito Grande-Oficial da Ordem do Infante D. Henrique e, em Junho desse ano, Jorge Salavisa foi convidado para reestruturar a CNB, tendo assumido em Setembro desse ano o cargo de Presidente do Instituto Português do Bailado e da Dança, associação cultural que então tutelava a CNB.
Jorge Salavisa foi Director da Companhia Nacional de Bailado entre 1998 e 2001.
Em 1999, recebe o Prémio Bordalo da Imprensa para o bailado reconhecendo “a consolidação da reforma da Companhia Nacional de Bailado, quer através do repertório quer do Corpo de Baile, a diversidade dos trabalhos que apresentou e as oportunidades que proporcionou a novos criadores” 
Desempenhou, desde Fevereiro de 2002 a Maio de 2010 as funções de Director Artístico do São Luiz Teatro Municipal, em Lisboa.  
Em 2007, foi-lhe atribuída pela Câmara Municipal de Lisboa a Medalha Municipal de Mérito – Grau Ouro pela sua carreira.
Em 2010, foi uma das dez personalidades nomeadas para o Conselho Nacional da Cultura, do qual abdicou em Maio desse ano para exercer funções como Presidente do Conselho de Administração do Opart, E.P.E, organismo que tutelava o Teatro Nacional de São Carlos e a Companhia Nacional de Bailado.
Demitiu-se em Janeiro de 2011, por não ver reunidas as condições necessárias às reformas que desejava levar a cabo para aquele organismo.
Em 2011, Filmes do Tejo apresentou o documentário “Jorge Salavisa Keep Going”, um filme de Marco Martins.
Em 2012 a Leya / D. Quixote publica o seu livro de memórias – Dançar a Vida.